# 김하루
김하루(1986년 6월 5일~)는 대한민국의 성우로, 2014년 대교방송 성우극회 공채 6기로 입사했다. 

## 약력
2011년 애니맥스에서 주최한 '2011 도전! 나도 성우 더빙서바이버' 자유 부문에서 우승한 경력이 있다.

## 출연작

### 애니메이션
- 골판지 전사 WARS - 샬럿 레인, 켄비시 와타루
- 기생수 세이의 격률 - 스즈키 아키호
- 깨물지롱 2기 - 깨물지롱 엄마, 카프린느
- 꾸러기 상상여행 -  푸아
- 딱지왕 김태풍 - 크리스틴, 태풍 엄마
- 데드맨 원더랜드 (투니버스) - 시로
- 디지몬 고스트 게임 (재능TV) - 모르포몬
- 마법사 프리큐어! - 초록, 하나미/큐어 펠리체
- 모두 좋아하는 하늘둥이 - 하늘둥이
- 미래의 미라이 - 미라이
- 부탁해! 미라클 캣츠 - 마미타스, 둥글이
- 일곱 개의 대죄 (투니버스) - 엘리자베스
- 스낵월드 - 소니아
- 슬러그테라 - 데이나 포, 샤나이
- 신비아파트: 고스트볼X의 탄생 두 번째 이야기 - 희원/구미호
- 포켓몬스터 썬&문 - 말리화
- 포켓몬스터 (재능TV) - 모란
- 아빠! 사랑해요 - 아기 토끼
- SPY×FAMILY - 요르 포처 / 요르 브라이어(구성)
- 어키와 퍼키 - 샤쥬사, 스팅스
- 용맹전사 라이오거 - 레파민트
- 위험한 녀석들 - 피클
- 정글번치 : 정글수호대 - 바트리시아, 멜리나, 롤라
- 쥬얼 펫 스파클링 데코 - 스마트 그린, 오팔, 라피스
- 레이디 쥬얼 펫 - 릴리안, 오팔, 레빈, 레이디 쥬얼
- 탐험 드리랜드 2기 - 재키, 클라라
- 탐험 드리랜드 3기 - 재키, 페호, 클라라, 나샤
- 펭귄의 문제 MAX - 담임선생님, 로나우드, 크리스
- 펭귄의 문제 POW - 담임선생님, 로나우드
- 타라타봉 - 해설
- 트로트로 - 릴리, 트로트로 엄마
- 반짝반짝 해피★ 열려라! 코코밍 - 비비밍
- 키랏토 프리☆챤 - 2기 신캐 마리아
- 베리베리 뮤우뮤우 뉴 (KBS Kids) - 하민트
- 꼬마공룡 크앙 - 캐리
  - 크앙과 게임해요 - 캐리
- 새콤달콤 캐치! 티니핑 - 요거핑
- 위시캣 - 소피
- 차징 탑스피너 - 제냐

### 특촬물
- 울트라맨 X - 루이
- 울트라맨 긴가 S - 리사, 레피
- 울트라맨 오브 - 나타샤 로마노와, 옥향공주
- 미라클 멜로디 (투니버스) - 샤니

### 게임
- 원신 - 호두
- 검은사막 - 요정 레이라
- 데라시네(PS4) - 유리아
- 라그나로크 택틱스 - 포링
- 루베도 아니무스 - 진소월
- 데스티니 차일드 for Kakao - 티케
- 마비노기 - G21, 피날레 업데이트 홍보
- 세븐나이츠 - 노아
- 메이플스토리 - 베로니카, 부우
- 여신의 키스 - 클레어 프로스트
- 용님과 희생양 - 여울
- 유나의 옷장 for kakao - 지아
- 천군 : 무한쟁탈전 - 세이라(노블레스)
- 클로저스 - 앨리스 와이즈맨
- 블루 프로토콜 - 에린제
- 포커스 온 유(PS4) - 한유아
- 일곱 개의 대죄 (만화) Grand Cross -엘리자베스
- 그녀가 공작저로 가야했던 사정 - 베아트리스 트란쳇(블레이크)
- 라이브러리 오브 루이나 - 호드
- 쿠키런:킹덤-벗꽃맛 쿠키
- 오버워치2-키리코
- 창세기전 모바일 - 사라 란드그리드

### TV 프로그램
- 애니빅리그 (대교어린이TV)
- 애니가 보인다 - 보라!보라! (대교어린이TV)
- 채널W - 오늘의 일본
- 채널W - 두근두근도쿄

### 드라마 CD 및 기타
- 그래도 봄은 온다 - 송이
- 데스매치(Death Match) : Holydoor, The Final - 하루
- 보스 몹답게 행동하세요, 스왈로우 씨! - 레네
- 플러피보이즈 - 수의사 하루
- 테일즈샵 - 태시아
- Do you know Mosaic? - Keyboard 지윤
- The GOD - 작가 역
- 한양 다이어리 - 청담

### 광고
- 삼성카드 TapTap I & O
- 한려수 바이오펫 - 냥이 편

### OST
- A.SOUND 10주년 기념 앨범 수록곡 - Together (With A.SOUND, 남도형, 카게야마 리사)
- A.SOUND 10주년 기념 앨범 수록곡 - With You (With A.SOUND, 남도형)
- 슈퍼 히어로! 펫 삼총사 오프닝 - 출동! 펫 삼총사
- 코바토 엔딩 - 내가 할 수 있는 일
- 쥬얼펫 스파클링 데코 엔딩 - 우린 영원한 친구
- 레이디 쥬얼펫 오프닝 - Your Love
- 레이디 쥬얼펫 엔딩 - Run With U
- 부루마불M 로고송
- 부탁해! 미라클 캣츠 주제가
- 오디오 드라마 THE GOD 수록곡 - 정제된 자극
- 울트라맨 긴가 S 엔딩
- 아빠! 사랑해요 오프닝
- 테일즈샵 당신을 기다리는 여우 오리지널 사운드트랙 수록곡 - 여우의 꿈
- 테일즈샵 태시아 FAN CD 수록곡 - 너와 나의 겨울
- 테일즈샵 태시아 FAN CD 수록곡 - 태시아 캐롤 (EDM ver.)
- 테일즈샵 파티 2017 베스트 앨범 수록곡 - 태시아 캐릭터 송 : 우리가 함께 만드는 이야기
- 반짝이는 프리채널 삽입곡-포춘캐럿
- 베리베리 뮤우뮤우 뉴 오프닝/앤딩